# Hywind Scotland
Hywind Scotland ist der weltweit erste kommerziell genutzte Windpark, der aus schwimmenden Windkraftanlagen besteht. Er ist seit 2017 in Betrieb. Der Park liegt etwa 29 Kilometer vor Peterhead an der Küste Schottlands in der Nordsee. Hywind Scotland besteht aus 5 Windkraftanlagen vom Typ Siemens SWT-6.0-154 mit einer Gesamtleistung von 30 MW. Er wird betrieben von Hywind (Scotland) Limited, einem Joint Venture der Equinor (75 % Anteil) und Masdar (25 %). Die Baukosten lagen bei circa 200 Mio. Euro. Das entspricht rund 6,6 Mio. Euro je MW installierte Leistung.
Im Jahr 2020 lag der Kapazitätsfaktor des Windparks bei 57,1 %. In den beiden Jahren zuvor waren es durchschnittlich 54 %. Hywind Scotland war damit mehrere Jahre in Folge der britische Offshore-Windpark mit der besten Auslastung.